# Ectropis giatoma
Ectropis giatoma là một loài bướm đêm trong họ Geometridae.